# Aristolochia ledongensis
Aristolochia ledongensis är en piprankeväxtart som beskrevs av Han Xu, Y.D.Li & H.J.Yang. Aristolochia ledongensis ingår i släktet piprankor, och familjen piprankeväxter. Inga underarter finns listade i Catalogue of Life.